# Mburucuyá (departamento)
Mburucuyá é um departamento da província de Corrientes. Possuía, em 2019, 10.017 habitantes.